# Ia Sukhitashvili
Pour les articles homonymes, voir Sukhitashvili.
Ia Sukhitashvili (en géorgien : ია სუხიტაშვილი), née le 29 août 1980 à Tbilissi, en République socialiste soviétique de Géorgie (URSS), actuellement en Géorgie, est une actrice géorgienne de théâtre et de cinéma.

## Biographie
Ia Sukhitashvili apparaît dans A Trip To Karabakh 2: Conflict Zone (ka) (2009) et Blind Dates (2013) de Levan Koguashvili. 
En 2020, au Festival de Saint-Sébastien, elle remporte le Coquille d'argent de la meilleure actrice.

## Filmographie partielle

### Au cinéma
- 2005 : Garpastum :  Vita[2] (créditée comme Iamze Sukhitashvili)
- 2009 : Tbilisuri Love Story :  Tika[3]
- 2009 : A Trip To Karabakh 2: Conflict Zone (ka) :  l'amie d'Iana #1
- 2012 : Keep Smiling :  Gvantsa Korinteli[4] (créditée comme Iamze Sukhitashvili)
- 2013 : Blind Dates :  Manana[5]
- 2015 : The Summer of Frozen Fountains (en) : Lika[6]
- 2020 : Au commencement :  Yana[7]
- 2024 : April :  Nina[8]

### À la télévision
- 2003-2004 : Hot Dog : Keti (série télévisée)
- 2015 : Paradox (en) : Tina (série télévisée, 6 épisodes)

## Récompenses et distinctions
- San Sebastián International Film Festival 2020 : Coquille d'argent de la meilleure actrice pour Au commencement